# Röks socken
Röks socken i Östergötland ingick i Lysings härad, ingår sedan 1971 i Ödeshögs kommun och motsvarar från 2016 Röks distrikt.
Socknens areal är 50,75 kvadratkilometer land. År 2000 fanns här 185 invånare. Sockenkyrkan Röks kyrka ligger i denna socken. 
Socknens främsta sevärdhet är Rökstenen, en av Sveriges mest kända runstenar.

## Administrativ historik
Röks socken har medeltida ursprung.
Vid kommunreformen 1862 övergick socknens ansvar för de kyrkliga frågorna till Röks församling och för de borgerliga frågorna till Röks landskommun. Landskommunen inkorporerades 1952 i Alvastra landskommun som 1969 uppgick i Ödeshögs landskommun som 1971 ombildades till Ödeshögs kommun. Församlingen uppgick 2006 i Ödeshögs församling.
1 januari 2016 inrättades distriktet Rök, med samma omfattning som församlingen hade 1999/2000.  
Socknen har tillhört samma fögderier och domsagor som Lysings härad.  De indelta soldaterna tillhörde  Första livgrenadjärregementet, Ombergs kompani och Andra livgrenadjärregementet, Vadstena kompani.

## Geografi
Röks socken ligger söder om Tåkern kring Disaån. Socknen består i norra delen av slättbygd som i söder övergår i skogsbygd.

## Fornlämningar

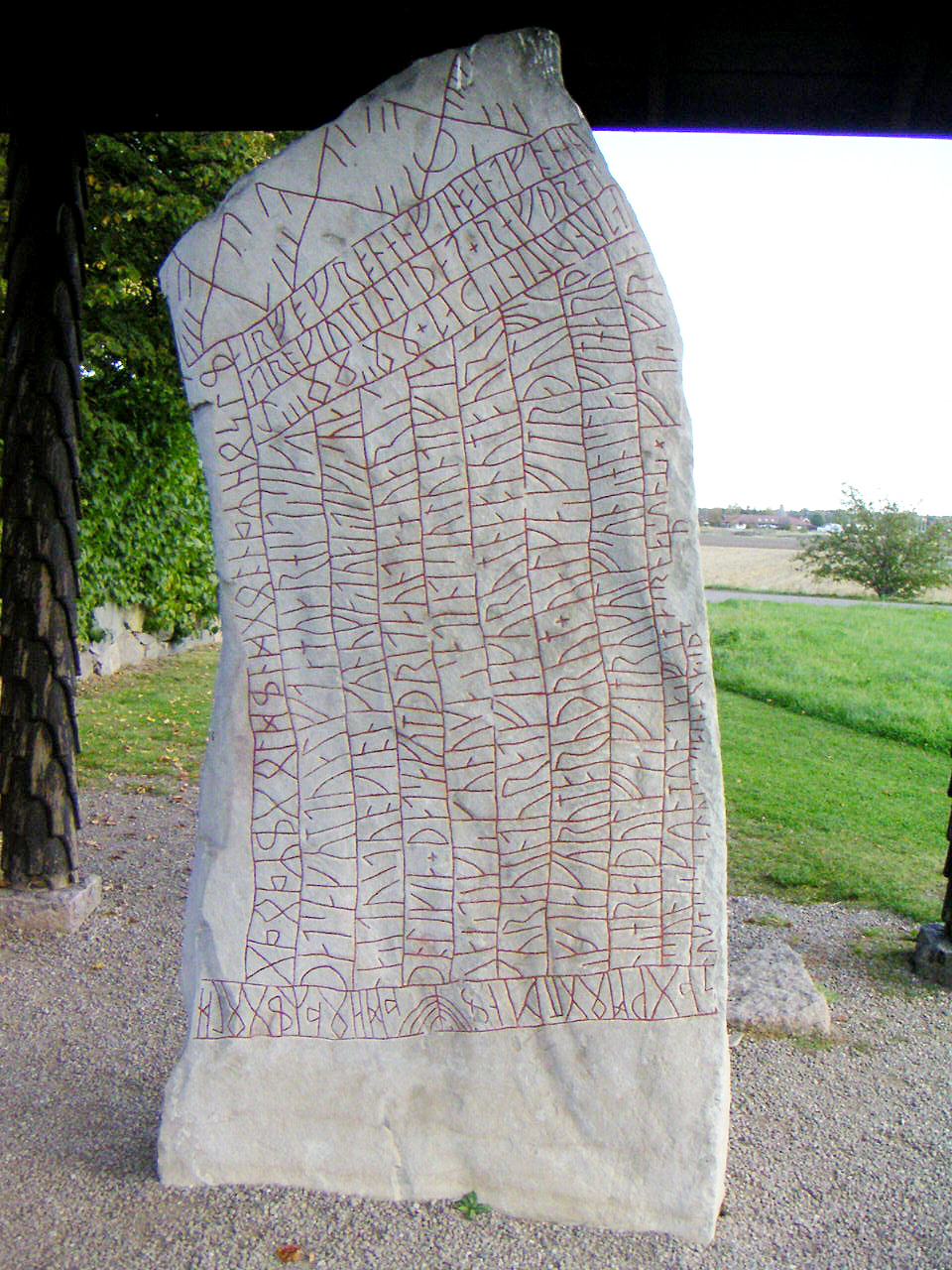
Rökstenen vid kyrkan

Kända från socknen är gravrösen och skärvstenshögar från bronsåldern samt gravfält och stensträngar från järnåldern. Runristningen Rökstenen återfinns vid kyrkan.
I socknen kan man även se en välbevarad bit av en medeltida vägsträckning, som troligen har ingått i Eriksgatan.

## Namnet
Namnet (1282 Rös(kyrc)) kommer från Rökstenen, där rök betyder 'toppigt föremål'.

### Fotnoter
1. 1 2  Svensk Uppslagsbok andra upplagan 1947–1955: Rök socken
2. 1 2  Harlén, Hans; Harlén Eivy (2003). Sverige från A till Ö: geografisk-historisk uppslagsbok. Stockholm: Kommentus. Libris 9337075. ISBN 91-7345-139-8
3. ↑  ”Församlingar”. Statistiska centralbyrån. https://www.scb.se/hitta-statistik/regional-statistik-och-kartor/regionala-indelningar/forsamlingar/. Läst 30 december 2022.
4. ↑  Administrativ historik för Rök socken (Klicka på församlingsposten). Källa: Nationella arkivdatabasen, Riksarkivet.
5. 1 2  Sjögren, Otto (1931). Sverige geografisk beskrivning del 2 Östergötlands, Jönköpings, Kronobergs, Kalmar och Gotlands län. Stockholm: Wahlström & Widstrand. Libris 9939
6. 1 2  Nationalencyklopedin
7. ↑  Fornlämningar, Statens historiska museum: Röks socken
8. ↑  Fornminnesregistret, Riksantikvarieämbetet: Röks socken Fornminnen i socknen erhålls på kartan genom att skriva in sockennamn (utan "socken") i "Ange geografiskt område"
9. ↑  Mats Wahlberg, red (2003). Svenskt ortnamnslexikon. Uppsala: Institutet för språk och folkminnen. Libris 8998039. ISBN 91-7229-020-X. https://isof.diva-portal.org/smash/get/diva2:1175717/FULLTEXT02.pdf